# Контратипирование
Контратипи́рование — изготовление дубликата фотографического изображения или кинонегатива для дальнейшего размножения или создания кинотрюков. В более узком смысле — процесс, позволяющий получить один или несколько дубльнегативов кинофильма для использования при массовом тиражировании фильмокопий.
Контрати́п (лат. contra — против, наоборот + др.-греч. τύπος — отпечаток) — дубликат фотоизображения или кинофильма, обычно несёт негативное изображение. Предназначен для дальнейшего копирования на конечный позитив.
Контратипная киноплёнка — цветная или чёрно-белая малочувствительная киноплёнка. Современные сорта выпускаются на так называемой «безусадочной» подложке из лавсана. Помимо собственно контратипирования применяется для получения некоторых спецэффектов и цветовых эффектов. Выпускается обращаемая, дубль-позитивная, дубль-негативная и универсальная промежуточная (англ. Intermediate).

## Способы контратипирования
С оригинального негатива фильма может быть получено всего несколько десятков фильмокопий, прежде, чем он придёт в негодность из-за износа. Поэтому, при необходимости изготовления больших тиражей прибегают к контратипированию, дающему несколько дубликатов негатива. Кроме сохранения негатива такая технология позволяет ускорить тиражирование за счёт параллельной печати с нескольких дубльнегативов. До изобретения в 1926 году контратипирования голливудские киностудии часто были вынуждены снимать фильм двумя киносъёмочными аппаратами одновременно. Второй негатив, предназначенный для печати европейских тиражей картины, переправлялся через Атлантический океан. Наиболее распространены два способа контратипирования.

### Двухступенчатое контратипирование
Эта технология считается классической и допускает на всех стадиях контактную печать, давая правильную ориентацию изображения благодаря чётному числу промежуточных копий. Способ предусматривает печать с негатива промежуточного позитива (мастер-позитива или «лаванды»), с которого печатаются дубльнегативы.
- При изготовлении промежуточных копий чёрно-белых фильмов используется комплект из дубль-негативной (коэффициент контрастности около 0,6) и дубль-позитивной (коэффициент контрастности около 1,6) плёнок[9]. Современный пример: «EASTMAN Fine Grain Duplicating Positive Film 5366» и «EASTMAN Fine Grain Duplicating Panchromatic Negative Film 5234»[10]. Произведение коэффициентов контрастности дубль-позитива и дубль-негатива в идеальном случае должно быть равно единице, давая дубликат негатива, не отличающийся от исходного по контрасту. По международной классификации чёрно-белые контратипные дубльпозитивная и дубльнегативная киноплёнки называются соответственно англ. Duplicating Positive Film и англ. Duplicating Negative Film[11];
- Технология получения дубликата цветного негатива отличается от чёрно-белого: здесь используются универсальные контратипные цветные киноплёнки с коэффициентом контрастности, равным единице[12]. Такие плёнки одинаково пригодны как для получения промежуточного позитива, так и промежуточного негатива. Технология разработана компанией Eastman Kodak в 1957 году и с тех пор считается стандартом в кинопроизводстве всех стран[13]. По международной классификации такие киноплёнки называются англ. Intermediate Films, что подчёркивает их принципиальное отличие от чёрно-белых контратипных с разным коэффициентом контрастности[11]. В СССР для этих целей выпускались универсальные цветные контратипные киноплёнки «КП-6» и «КПМ»[14]. До 2013 года использовались цветные контратипные киноплёнки «Kodak Vision Color Intermediate Film 5242» и «Fujicolor Intermediate Film Eterna-CI 8503»[15]. В настоящее время (2015 год) выпуск киноплёнок Fuji прекращён, и для контратипирования доступны только плёнки Kodak[16];

### Одноступенчатое контратипирование
Для цветного контратипирования в 1970-х — 1990-х годах использовалась одна обращаемая контратипная киноплёнка, заменяющая две: дубльпозитивную и дубльнегативную. При этом способе дубльнегатив получается непосредственно с негатива. В СССР для этого использовалась отечественная киноплёнка «ОК-1» или импортная «Eastman Kodak Color Reversal Intermediate 5249». Одноступенчатое контратипирование позволяет повысить качество фильмокопий, снижающееся на каждой стадии копирования. 
Одноступенчатое контратипирование контактным способом даёт в конечном позитиве зеркальное изображение из-за нечётного числа промежуточных копий. Если целью является получение прямого изображения, экспонирование осуществляется со стороны подложки, что при контактной печати приводит к частичной потере резкости. Поэтому в большинстве случаев для одноступенчатого контратипирования кинонегатива используется оптическая печать сквозь подложку негатива. Таким же способом изготавливается копия позитива («униката»), полученного в единственном экземпляре на обращаемой плёнке, предназначенной для съёмки.
Во время изготовления дубльнегатива происходит совмещение изображения и оптической фонограммы, находящихся на разных киноплёнках. Для этого в кинокопировальный аппарат кроме контратипной плёнки заряжаются промежуточные позитивы изображения и фонограммы. Это упрощает массовую печать прокатных совмещённых фильмокопий. Контратипирование применяется в «оптической» технологии фильмопроизводства из-за технологической сложности прямой печати с оригинального негатива, который имел неоднородную оптическую плотность разных сцен вследствие неизбежных ошибок экспонирования при съёмке. Поэтому промежуточный позитив, изготавливаемый с негатива, делался выровненным по цветопередаче и плотности при помощи светового паспорта. А совмещённый дубльнегатив, поступавший на кинокопировальную фабрику, печатался уже с выровненного позитива и позволял массовую печать без изменения параметров соседних сцен.

### Контратип цифрового фильма
При современной цифровой технологии кинопроизводства с цифровой мастер-копии фильма печатается интернегатив (дубльнегатив) при помощи фильм-рекордера, а уже с дубльнегатива при помощи кинокопировальных аппаратов — тираж фильмокопий. Для получения максимального количества полутонов в конечном позитиве интернегатив печатается на специальной малоконтрастной киноплёнке, например «Fujicolor Recording Film Eterna RDI».

### Цветоделённое контратипирование
Для получения гидротипных отпечатков с цветного негатива на трёх киноплёнках с зональной светочувствительностью изготавливаются три чёрно-белых цветоделённых промежуточных позитива, с которых печатаются три цветоделённых дубльнегатива.
С полученных дубльнегативов на специальной ортохроматической матричной плёнке печатаются матрицы для гидротипной печати. Экспонированные киноплёнки обрабатываются по специальной технологии и из них получаются рельефные желатиновые матрицы, которые при печати последовательно наносят на бланкфильм три красителя дополнительных цветов. Технология носит торговое название «Техниколор».
В некоторых случаях матрицы печатаются непосредственно с негатива через цветные зональные светофильтры на панхроматической киноплёнке. Печать трёх цветоделённых киноплёнок также используется для архивного хранения цветных фильмов, так как чёрно-белые киноплёнки подвержены старению в меньшей степени, чем цветные. Во всех случаях для цветоделения используются специальные сорта контратипных киноплёнок на безусадочной лавсановой подложке.

## Контратипирование в кинематографе
На ранней стадии развития кино фильмокопии печатались непосредственно с оригинального негатива кинофильма, который при этом сильно изнашивался. Позже с исходного негатива стали делать несколько вторичных негативов (контратипов), с которых уже и печатались фильмокопии. Особенно распространённой такая технология была в СССР, обладавшем огромной кинопрокатной сетью, требовавшей 800—1000 фильмокопий. Оригинальный негатив обладал недостаточной тиражеустойчивостью для того, чтобы с него печатать весь прокатный тираж фильма. Поэтому большинство массовых фильмов печаталось с контратипа, что значительно снижало качество прокатных фильмокопий.
Далее контратипирование стало применяться для изготовления одного и того же фильма в нескольких форматах — например, с 70 мм широкоформатного фильма печатались широкоэкранные копии на 35-мм киноплёнке и узкоплёночные 16-мм копии для кинопередвижек. В конце 1970-х годов в СССР началось распространение технологии печати с оригинального негатива, особенно актуальной при тиражировании «увеличенных» широкоформатных фильмокопий с формата УФК. Одной из первых технологию начала осваивать ленинградская кинокопировальная фабрика, в мае 1978 года впервые отпечатавшая весь прокатный тираж фильма «Я сын твой, Москва!» с исходного негатива.
В современном кинематографе большие тиражи фильмокопий мало востребованы, поэтому чаще всего печать происходит с оригинального негатива. Это способствует повышению качества изображения, которое ухудшается на каждой стадии контратипирования.

## Незаконное контратипирование
Контратипирование широко применялось для незаконного копирования кинофильмов на ранней стадии развития кинематографа, в конце XIX — начале XX века, когда была распространена практика продажи студиями-производителями копий фильмов для демонстрации в кинотеатрах и владелец кинотеатра, желающий показывать фильм, должен был купить его копию. Продавая фильмокопии, киностудии кроме её себестоимости включали в цену расходы на кинопроизводство, значительно удорожая прокат. Вскоре появилась практика кинопиратства: «контратиписты» приобретали легальную фильмокопию и печатали с неё дубльнегатив, который использовался для незаконного тиражирования. Полученные таким образом контрафактные копии продавались значительно дешевле студийных расценок.
На каждом из технологических этапов качество изображения снижалось, так что окончательный результат часто оказывался ниже всякой критики. Иногда это вынуждало контратипистов использовать совсем уж экзотические методы — известны случаи, когда они просто прибегали к плагиату, переснимая фильм заново в самостоятельно построенных декорациях и со своими актёрами (так, например, поступил с популярным фильмом «Страсти Христовы» известный кинопират из Филадельфии Зигмунд Любин — он снял фильм в одном из городских дворов, причём на плёнке над декорациями были видны любопытные жители, выглядывающие из окон).
К контратипированию постоянно прибегал также Томас Альва Эдисон, который скупил все основные американские патенты, относящиеся к кинематографу, и на этом основании считал, что имеет права на любой иностранный фильм, импортированный в США. Во многом из-за активного копирования Эдисоном фильмов Мельеса последнему не удалось закрепиться на кинорынке США, что стало одной из причин финансового краха его студии.